# 7.º Distrito Congressional do Arkansas
O 7º Distrito Congressional do Arkansas foi um dos Distritos Congressionais do Estado norte-americano do Arkansas, o distrito foi criado em 1903 e extinguido em 1953 após o censo de 1950.